# Список островов Крыма

Данная статья представляет собой список морских островов, скал и кекуров, принадлежащих территории полуострова Крым, являющегося предметом территориального спора между Украиной и Россией. Морфометрические характеристики подсчитаны с помощью ГИС и сервиса Wikimapia. Информация о высотных отметках взята с топографических карт масштаба 1 : 100 000 и лоции Чёрного моря.
Территории Крыма принадлежит более десятка именованных островов. Самый крупный — остров Тузла, по площади он превышает все остальные острова вместе взятые. Всего насчитывается 2 острова, площадью более 1 км² (Тузла и Русский). Их суммарная территория составляет более 4 км². Островов, скал и кекуров, площадью менее 1 км² насчитывается более 40, и они занимают территорию около 0,963 км². Таким образом, суммарная площадь островных территорий Крыма — 5,031 км². Это составляет 0,0187 % от всей территории республики (вместе с Севастополем).

## Общая характеристика

### Происхождение
Все острова Крыма континентальные (материковые). Они находятся на шельфе Чёрного моря и располагаются недалеко от материкового побережья. Крымские острова делятся на две основные группы.
Аккумулятивные острова. Это низкие плоские острова, как правило, вытянутые, сложенные прибрежно-морскими отложениями — суглинками, песком, ракушечником, редко галечником. Среди крымских островов они занимают наибольшую площадь и расположены у северных берегов полуострова и в заливе Сиваш Азовского моря, а также в Керченском проливе. Многие из этих островов эфемерны. Их общее количество, площадь, конфигурация береговой линии постоянно изменяются в связи с береговыми геоморфологическими процессами. Как правило, это перемытые морем, отчленённые участки кос. В данном списке фигурируют только острова с задернованной поверхностью и устоявшимися наименованиями, обозначенные на топографических картах.
Денудационно-останцовые острова. Это высокие и скалистые, но весьма малые по площади острова. Основная их локализация — южный берег Крыма. Эти острова, скалы и кекуры отделились от берегового массива в результате денудационных процессов (штормы, оползни и обвалы) и расположены вплотную к побережью, за исключением нескольких из них. В данном списке, помимо островов, фигурируют наиболее высокие и приметные скалы и кекуры, а также незначительных размеров камни, но расположенные далеко от побережья и представляющие навигационную опасность для маломерного флота.
Все острова Крыма естественного происхождения. Из искусственных образований заслуживает упоминания лишь скала Памятник затопленным кораблям в Севастополе. Там же, в Севастополе, расположен и остров Святого Климента, в значительной степени подвергшийся антропогенному воздействию.

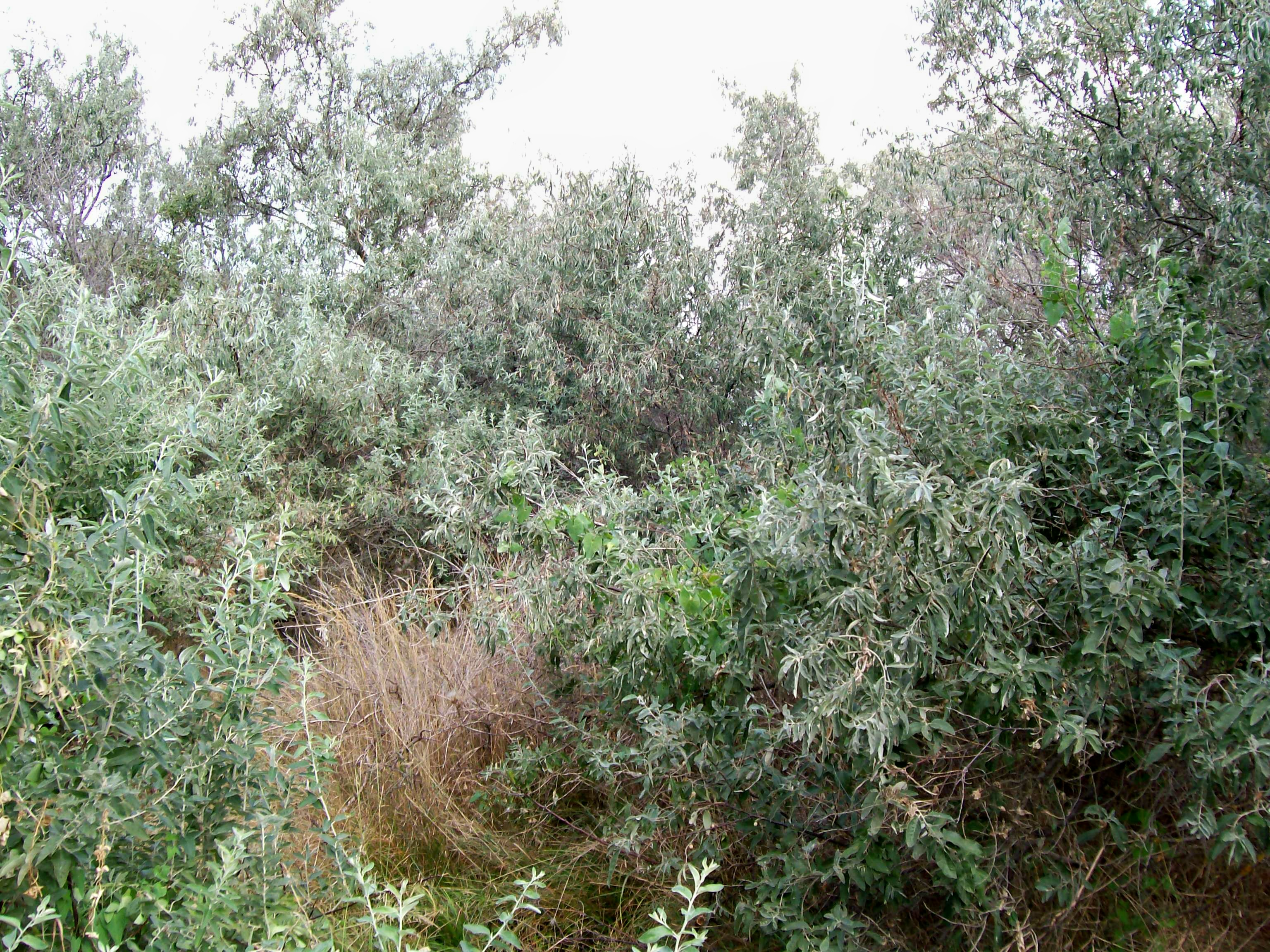
В лесу острова Тузла

### Природа
На самом крупном острове Тузла имеется древесная растительность, типичная для береговых зон Азовского побережья. На островах Крыма, из числа сравнительно крупных, преобладает степная растительность. Разрежённый растительный покров можно встретить и на высоких скалистых островках и кекурах южнобережья, выше зоны волнового заплеска. На труднодоступных скалах — удалённых от берега, либо высоких и обрывистых, находят приют морские птицы. Вследствие малых размеров, источников пресной воды на островах Крыма не имеется. На самых крупных равнинных островах имеются лагунные озёра с солоноватой водой.

### Население
Все острова Крыма необитаемы. Условно обитаем лишь самый крупный остров Тузла, так как на нём ранее дислоцировались воинские части и базы отдыха, а ныне технические сооружения Крымского моста. Люди на нём находятся постоянно, но коренных жителей нет. Остров связан мостами и скоростным шоссе с материковым побережьем. Помимо Тузлы, мостами с материком связаны остров Святого Климента и скала Солдатский хлеб. Последняя, а также и другие прибрежные скалы ЮБК активно посещаются людьми, так как расположены на одной из самых рекреационно освоенных территорий России.
Расположение островов и скал Крыма вблизи густонаселённого побережья повлияло и на особенности их топонимики. Небольшие скалы и кекуры, которые оставались бы безымянными в других, менее населённых местах, здесь обзавелись устойчивыми наименованиями. Кроме того, на данное обстоятельство влияет и весьма малое количество черноморских островов.
В нижележащей таблице представлены основные характеристики островов Крыма. В таблицу занесены все именованные острова и скалы, имеющие более 20 м в поперечнике, а также все именованные кекуры, скалы и осыхающие камни, имеющие либо значительную высоту, либо значительно удалённые от побережья. Площадь указана для островов, скал и кекуров, имеющих более 20 м в поперечнике. Протяжённость береговой линии подсчитана по отрезкам ок. 50 м для крупных островов, и по отрезкам не менее 10 м для мелких островов и кекуров. Топографическая изолированность указывает кратчайшее расстояние от берега острова до берега материка. Указанные географические координаты соответствуют центральным точкам островов.

## Список островов
| №  | Фото   | Название                            | Площадь, км | Длина береговой линии, км | Топографическая изолированность, км | Высшая точка, м | Координаты                       | Комментарии |
| -- | ------ | ----------------------------------- | ----------- | ------------------------- | ----------------------------------- | --------------- | -------------------------------- | --- |
| 1  |        | Остров Тузла                        | 2,553       | 14,04                     | 1,18                                | 2               | 45°16′06″ с. ш. 36°33′00″ в. д.  | Административно принадлежит Ленинскому району. Крупнейший остров Крыма. Расположен в Керченском проливе. Кратчайшее расстояние до материка (оконечности Тузлинской косы) — 1,18 км. Кратчайшее расстояние до побережья Крыма — 3,13 км. |
| 2  |        | Остров Русский                      | 1,51        | 8,2                       | 0,89                                | 7               | 46°06′07″ с. ш. 34°05′02″ в. д.  | Административно принадлежит Джанкойскому району. Второй по величине и самый северный остров Крыма. Отделён от берегов зал. Сиваш мелководным проливом. |
| 3  |        | Лебяжьи острова                     | 0,52        | 11,5                      | 0,06                                | 1,5             | 45°52′47″ с. ш. 33°32′17″ в. д.  | Административно принадлежат Раздольненскому району. Кратчайшее расстояние до материка указано от ближайшего к побережью островка. Количество островов и их общая площадь изменяются со временем, вследствие геоморфологических процессов. |
| 4  |        | Остров Бакальский                   | 0,311       | 2,75                      | 0,85                                | 1,3             | 45°48′16″ с. ш. 33°10′47″ в. д.  | Административно принадлежит Раздольненскому району. Значительную площадь поверхности острова занимают озёра и лиманы. Остров является бывшей оконечностью размытой в этом районе Бакальской косы и появился несколько лет назад. Ширина пролива между островом и материком непостоянна и меняется в зависимости от формирования кос аккумулятивными наносами. |
| 5  |        | Мартыний (остров)                   | 0,066       | 1,25                      | 1,02                                |                 | 46°04′14″ с. ш. 34°09′55″ в. д.  | Административно принадлежит Джанкойскому району. Расположен более чем в километре от северного побережья Крыма в зал. Сиваш. |
| 6  |        | Остров Картказак                    | 0,0355      | 810                       | 0,05                                |                 | 45°56′40″ с. ш. 33°38′33″ в. д.  | Низкий аккумулятивный остров в вершине Каркинитского залива вблизи Перекопского перешейка, неподалёку от мыса Картказак. Расположен в 50 м от материка. Административно принадлежит Красноперекопскому району. Остров заболочен. Значительная территория занята озёрами.                                                                                      |
| 7  |        | Адалары                             | 0,0107      | 0,55                      | 0,25                                | 48              | 44°32′32″ с. ш. 37°17′46″ в. д.  | Две скалы-останца. Административно принадлежат городскому округу Ялта. Одни из самых высоких островов Крыма, и крупнейший по площади архипелаг Южнобережья. |
| 8  |        | Иван-Баба                           | 0,0063      | 0,32                      | 0,005                               | 50              | 42°56′06″ с. ш. 131°41′15″ в. д. | Административно принадлежит городскому округу Феодосия. Крупный, и один из самых высоких остров, расположенный почти вплотную к берегу. |
| 9  |        | Остров Святого Климента             | 0,00233     | 0,17                      | 0,003                               |                 | 44°33′51″ с. ш. 33°24′41″ в. д.  | Административно принадлежит городу федерального значения Севастополь. Низкий округлый остров в вершине Казачьей бухты. Кратчайшее расстояние до материка 3 м, соединён с берегом пешеходным мостиком. |
| 10 |        | Остров Китень                       | 0,00136     | 0,165                     | 0,052                               |                 | 45°23′29″ с. ш. 35°44′56″ в. д.  | Административно принадлежит Ленинскому району. Расположен в Азовском море у мыса Китень. |
| 11 |        | Скала Георгиевская                  | 0,00132     | 0,16                      | 0,12                                |                 | 44°30′06″ с. ш. 33°30′31″ в. д.  | Административно принадлежит городу федерального значения Севастополь. Скалистый обрывистый островок, высотой ок. 25 м, в 120 м от берега, неподалёку от мыса Фиолент. |
| 12 |        | Остров Крабий                       | 0,00118     | 0,14                      | 0,06                                |                 | 44°50′17″ с. ш. 34°57′41″ в. д.  | Административно принадлежит городскому округу Судак. Небольшая скала 6-8 м высотой, в окружении архипелага из валунов, надводных и осыхающих камней. |
| 13 |        | Скала Скирда, Терези-Кая            | 0,00117     | 0,16                      | 0,052                               |                 | 45°04′16″ с. ш. 36°24′26″ в. д.  | Административно принадлежит Ленинскому району. Скалистый островок в Керченском проливе, 7-8 м высотой. Отделён от материка мелководным проливом, в котором иногда образуется песчаная коса. |
| 14 |        | Остров Черепаха                     | 0,00115     | 0,16                      | 0,007                               |                 | 44°49′02″ с. ш. 34°54′24″ в. д.  | Административно принадлежит городскому округу Судак. Скалистый островок 70 на 20 м и 8-10 м высотой в 7 м от полуострова Капчик. |
| 15 |        | Скала Черепаха (Черноморский район) | 0,00111     | 0,14                      | 0,008                               |                 | 45°20′16″ с. ш. 32°32′14″ в. д.  | Административно принадлежит Черноморскому району. Денудационный останец, высотой ок. 18-20 м, отделённый от обрыва коренного берега узким проливчиком. Расположен в 1,1 км к западу от мыса Атлеш. |
| 16 |        | Скалы Орест и Пилад                 | 0,0009      | 0,16                      | 0,1                                 |                 | 44°29′59″ с. ш. 33°29′39″ в. д.  | Административно принадлежат городу федерального значения Севастополь. Два высоких кекура (ок. 25 м), расположены около м. Фиолент. |
| 17 |        | Скалы-корабли                       | 0,0007      | 0,2                       | 3,08                                | 21              | 45°00′27″ с. ш. 36°10′28″ в. д.  | Административно принадлежат Ленинскому району. Состоят из 5 скал. Расположены более чем в 3 км от берега, что является максимальным показателем среди крымских островов и скал. |
| 18 |        | Скала Солдатский хлеб               | 0,00056     | 0,09                      | 0,033                               |                 | 44°35′45″ с. ш. 34°22′20″ в. д.  | Административно принадлежит городскому округу Алушта. Искусственно соединена с материком бетонным волноломом. Более 20 м в поперечнике и высотой ок. 6 м. Одна из самых посещаемых и многолюдных скал Крыма. |
| 19 |        | Камень Бакланов                     | 0,00043     | 0,09                      | 0,027                               |                 | 44°23′44″ с. ш. 33°48′58″ в. д.  | Административно принадлежит городскому округу Ялта. Скала, размерами 20 на 22 м, высотой ок. 10 м, почти в 30 м от берега. |
| 20 | справа | Скала Три сестры                    |             |                           | 0,21                                |                 | 44°35′30″ с. ш. 34°22′25″ в. д.  | Административно принадлежит городскому округу Алушта. Скала, размерами 18 на 36 м, расположена в 210 м от побережья в районе мыса Плака. |
| 21 |        | Скала Лягушка (Гурзуф)              |             |                           | 0,018                               |                 | 44°32′32″ с. ш. 34°17′04″ в. д.  | Административно принадлежит городскому округу Ялта. Размеры 19 на 27 м, расположена в 18 м от скалистого обрыва коренного берега. |
| 22 | слева  | Скала Верблюд (Монах)               |             |                           | 0,26                                |                 | 44°35′31″ с. ш. 34°22′27″ в. д.  | Административно принадлежит городскому округу Алушта. Кратчайшее расстояние до материка 0,26 км. Расположена в 37 м от скалы Три Сестры и в 300 м к востоку от мыса Плака. |
| 23 |        | Скала Питер                         |             |                           | 0,05                                |                 | 44°27′20″ с. ш. 34°08′40″ в. д.  | Административно принадлежит городскому округу Ялта. Скала, размерами 24 на 11 м, до 8 м высотой, в 50 м от берега. |
| 24 |        | Скала Голова Циклопа                |             |                           | 0,04                                |                 | 45°20′23″ с. ш. 32°31′58″ в. д.  | Административно принадлежит Черноморскому району. Кекур, размерами 15 на 25 м, высотой ок. 8-9 м расположен в 1,5 км к западу от м. Атлеш и в 40 м от побережья Тарханкутского п-ова. |
| 25 |        | Скала Лягушка (Черноморский район)  |             |                           | 0,045                               |                 | 45°20′03″ с. ш. 32°33′09″ в. д.  | Административно принадлежит Черноморскому району. Кекур 5 на 6 м, высотой ок. 5 м расположен в 70 м от м. Атлеш и в 45 м от ближайшего берега. |
| 26 |        | Ск. Памятник затопленным кораблям   |             |                           | 0,023                               | 8,7             | 44°37′06″ с. ш. 33°31′27″ в. д.  | Административно принадлежит городу федерального значения Севастополь. Гранитная скала, высотой около 9 м, размерами 9 на 11 м, в 23 м от набережной Приморского бульвара, с установленным на её вершине монументом. |
| 27 |        | Скала Цюпак                         |             |                           | 0,02                                |                 | 44°32′46″ с. ш. 33°25′36″ в. д.  | Административно принадлежит городу федерального значения Севастополь. Денудационный останец высотой 7-8 м, размерами 15 на 23 м в 20 м от коренного берега. |
| 28 |        | Скала Подводная лодка               |             |                           | 0,11                                |                 | 44°30′51″ с. ш. 33°28′22″ в. д.  | Административно принадлежит городу федерального значения Севастополь. Скала, размерами 9 на 28 м, высотой ок. 5 м в 110 м от берега. |
| 29 |        | Скала Фиолент                       |             |                           | 0,012                               |                 | 44°29′51″ с. ш. 33°29′19″ в. д.  | Административно принадлежит городу федерального значения Севастополь. Высокий кекур, размерами 10 на 30 м, в 12 м от берегового обрыва мыса Фиолент. |
| 30 |        | Скала Идол                          |             |                           | 0,034                               |                 | 44°30′10″ с. ш. 33°29′48″ в. д.  | Административно принадлежит городу федерального значения Севастополь. Высокий кекур, ок. 7 м, со сквозным отверстием, размерами 8 на 13 м, расположенный в 34 м от берега. |
| 31 |        | Камень Сарыч                        |             |                           | 0,3                                 |                 | 44°23′05″ с. ш. 33°44′24″ в. д.  | Административно принадлежит городу федерального значения Севастополь. Самый южный риф Крыма. Представляет собой вершину подводной скалы напротив мыса Сарыч, поднимающуюся с двадцатиметровых глубин, площадью на поверхности ок. 100 м², и возвышающуюся над морем примерно на метр.                                                                         |
| 32 |        | Камень Кит                          |             |                           | 0,04                                |                 | 44°23′29″ с. ш. 33°47′39″ в. д.  | Административно принадлежит городскому округу Ялта. Расположен в 40 м от берегов Фороса, ок. 10 м в поперечнике, высотой ок. 4 м, округлой формы. |
| 33 |        | Скала Тайвань                       |             |                           | 0,13                                |                 | 44°24′13″ с. ш. 33°50′27″ в. д.  | Административно принадлежит городскому округу Ялта. Скала, треугольной формы со сторонами по 18 м, высотой ок. 5-6 м в 130 м от берега. |
| 34 |        | Скала Приборная                     |             |                           | 0,015                               |                 | 44°23′37″ с. ш. 33°58′35″ в. д.  | Административно принадлежит городскому округу Ялта. Скала 11 на 17 м и 7 м высотой. На скале раньше находились сооружения океанологов, и она была соединена с берегом мостом. |
| 35 |        | Скала Парус (скала, Крым)           |             |                           | 0,016                               | 18              | 44°26′01″ с. ш. 34°07′51″ в. д.  | Административно принадлежит городскому округу Ялта. Высокий кекур 11 на 15 м, высотой 18 м, в 16 м от берега, вблизи мыса Ай-Тодор. |
| 36 |        | Камни Верблюды                      |             |                           | 0,085                               |                 | 44°30′33″ с. ш. 34°15′21″ в. д.  | Административно принадлежат городскому округу Ялта. Несколько надводных камней, высотой до 1,5 м, в 85 м от побережья у мыса Мартьян. |
| 37 |        | Скала Кастрюлька                    |             |                           | 0,33                                | 0,31            | 44°35′50″ с. ш. 34°22′34″ в. д.  | Административно принадлежит городскому округу Алушта. Один из самых мористых рифов Крыма, удалён от берега более чем на 300 м. Высота ок. 4 м. Размеры 18 на 23 м. |
| 38 |        | Скала Золотые Ворота                |             |                           | 0,055                               | 8,2             | 44°54′53″ с. ш. 35°13′53″ в. д.  | Административно принадлежит городскому округу Феодосия. Высокий кекур (ок. 30 м) в виде арки, кратчайшее расстояние до берега 55 м. Размеры — 47 м в длину, 33 м в ширину, из них около 10 м ширина пролива под аркой. |
| 39 |        | Скала Таш-Чаши (Каменная)           |             |                           | 1,03                                |                 | 44°57′34″ с. ш. 35°18′36″ в. д.  | Административно принадлежит городскому округу Феодосия. Два надводных камня, расстояние между их крайними точками 15 м, высота наиболее крупного камня ок. 2 м. Одни из самых удалённых от берега (мористых) скал в Крыму. |
| 40 |        | Скалы Семейка                       |             |                           | 0,11                                |                 | 45°21′03″ с. ш. 36°31′33″ в. д.  | Административно принадлежат Ленинскому району. Группа скал в Керченском проливе, у г. Керчь, высотой до 7 м. |
| 41 |        | Скала Бегемот                       |             |                           | 0,12                                |                 | 45°21′04″ с. ш. 36°31′44″ в. д.  | Административно принадлежит Ленинскому району. Кекур в Керченском проливе у г. Керчь, высотой до 5 м. Размеры 16 на 18 м. |
| 42 |        | Скала Третья                        |             |                           | 0,044                               |                 | 45°21′05″ с. ш. 36°31′57″ в. д.  | Административно принадлежит Ленинскому району. Расположен в Керченском проливе у г. Керчь. Скалистый островок 15 на 22 м, покрытый травой, высотой до 5 м. |
| 43 |        | Скала Четвёртая                     |             |                           | 0,052                               |                 | 45°21′04″ с. ш. 36°32′00″ в. д.  | Административно принадлежит Ленинскому району. Расположена в Керченском проливе у г. Керчь. Скала ок. 4 м высотой и 14 м в поперечнике. |
| 44 |        | Камни Орлики                        |             |                           | 0,037                               |                 | 45°28′18″ с. ш. 35°51′55″ в. д.  | Административно принадлежат Ленинскому району. Расположены в Азовском море у п-ова Казантип. Две скалы, высотой до 6 м, разделённые сорокаметровым проливом. |